# Tere stekelvaren
De tere stekelvaren (Dryopteris expansa) is een overblijvende varen uit de niervarenfamilie (Dryopteridaceae). De soort staat op de Nederlandse Rode lijst van planten als zeer zeldzaam en stabiel of toegenomen. De tere stekelvaren komt voor in de gematigde en koude streken op het noordelijk halfrond, maar niet in Siberië. Het aantal chromosomen is 2n = 82.
De plant wordt 50-120 cm hoog. De opstijgende tot rechtopstaande wortelstok is niet of weinig vertakt. De donkergroene bladeren worden tot 1,5 meter lang en vormen samen trechtervormige tot losse bundels. De bladen staan in bundels die bovenaan iets overhangen en de bladsteel is dicht bezet met grote en stevige schubben. De schubben zijn bleek- tot roodbruin en hebben vaak een donkerder middenveld. Het driehoekige blad is afnemend twee tot vier keer geveerd. De blaadjes zijn meestal beklierd, evenals de rand van de dekvliezen. Ze staan verder uit elkaar dan de blaadjes bij de brede stekelvaren, zijn relatief lang toegespitst en vaak iets sikkelvormig gebogen. Voor een zekere determinatie is microscopisch onderzoek noodzakelijk naar onder andere de sporen, de lengte van de klierharen en het aantal chromosomen.
De sporen van de tere stekelvaren zijn aanwezig van juli tot in september. Ze zitten in 0,5-1 mm grote sporenhoopjes aan de onderkant van de deelblaadjes. Het dekvliesje heeft vaak een beklierde rand.

## Ecologie en verspreiding
De tere stekelvaren geeft de voorkeur aan half beschaduwde tot beschaduwde, vrij droge tot vochtige, voedselarme tot matig voedselrijke, zeer stikstofarme tot stikstofarme, zwak zure tot zure, kalkarme, humeuze zand-, zavel- en leembodems en stenige plaatsen. Ze is te vinden in loof- en naaldbossen, in broekbossen en langs bosgreppels. Nederland valt geheel binnen het Europese deel van het verspreidingsgebied. De plant is zeer zeldzaam in Nederland, maar wordt waarschijnlijk ook vaak over het hoofd gezien.

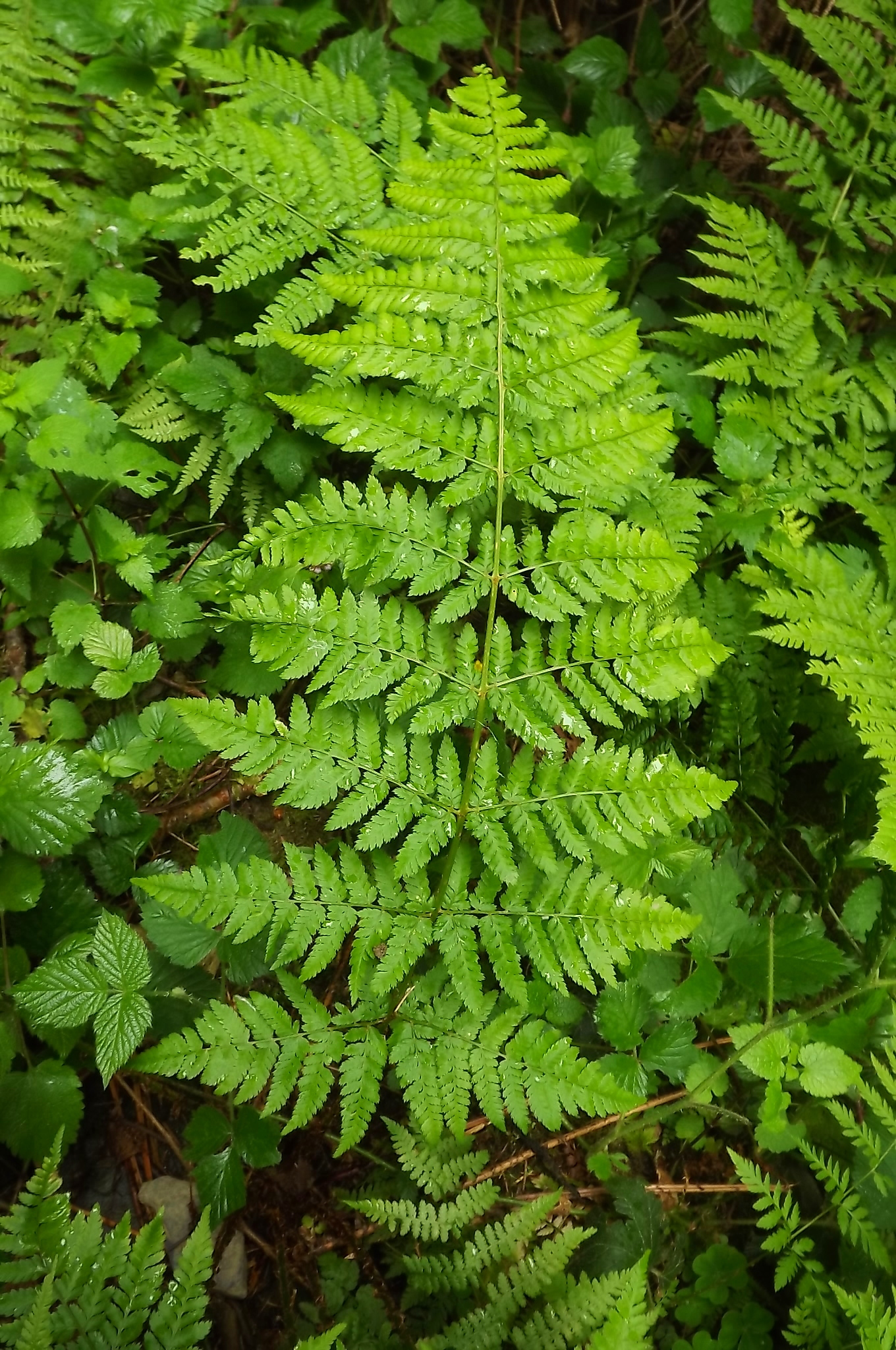
Blad
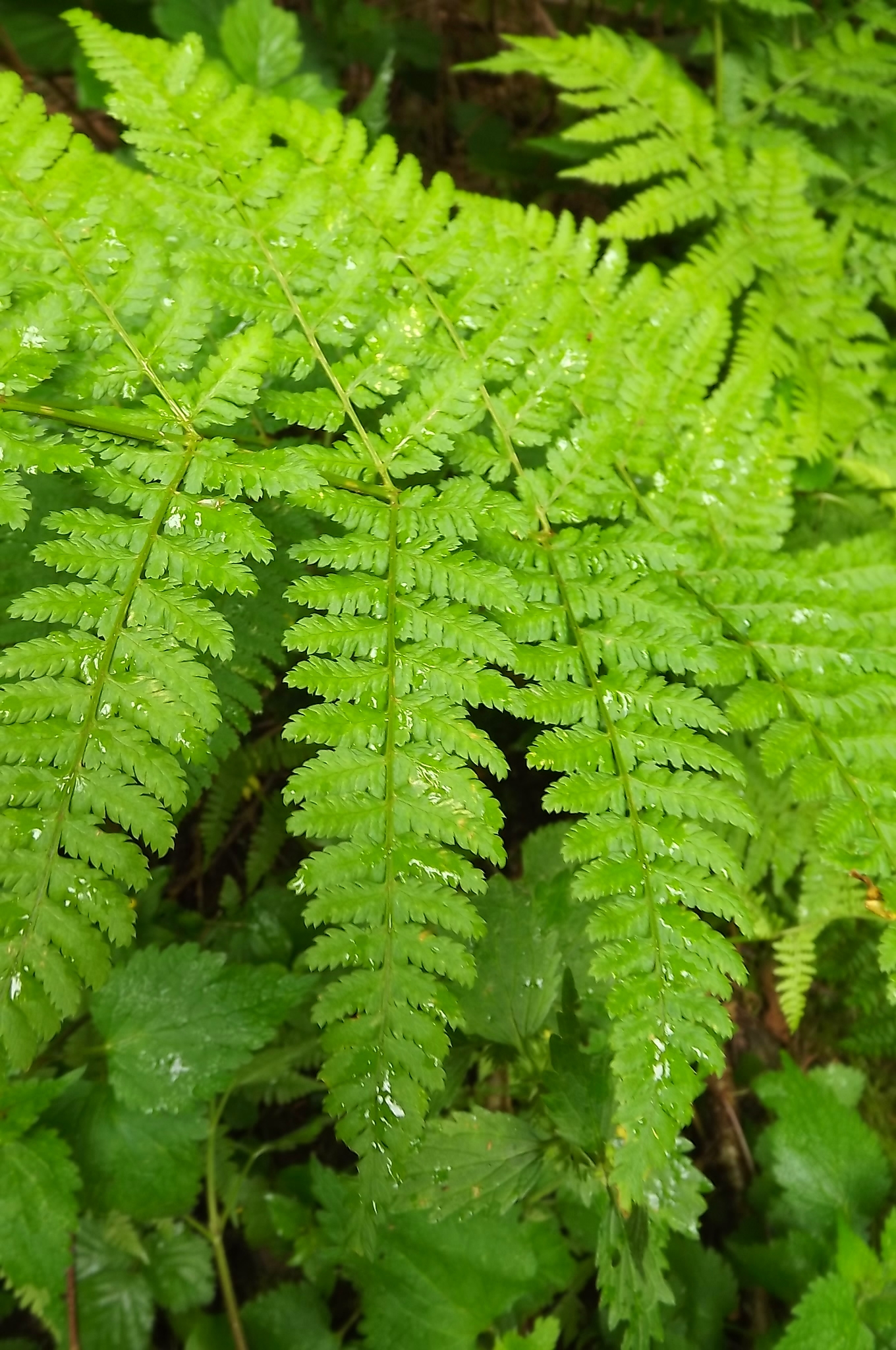
Bladveren
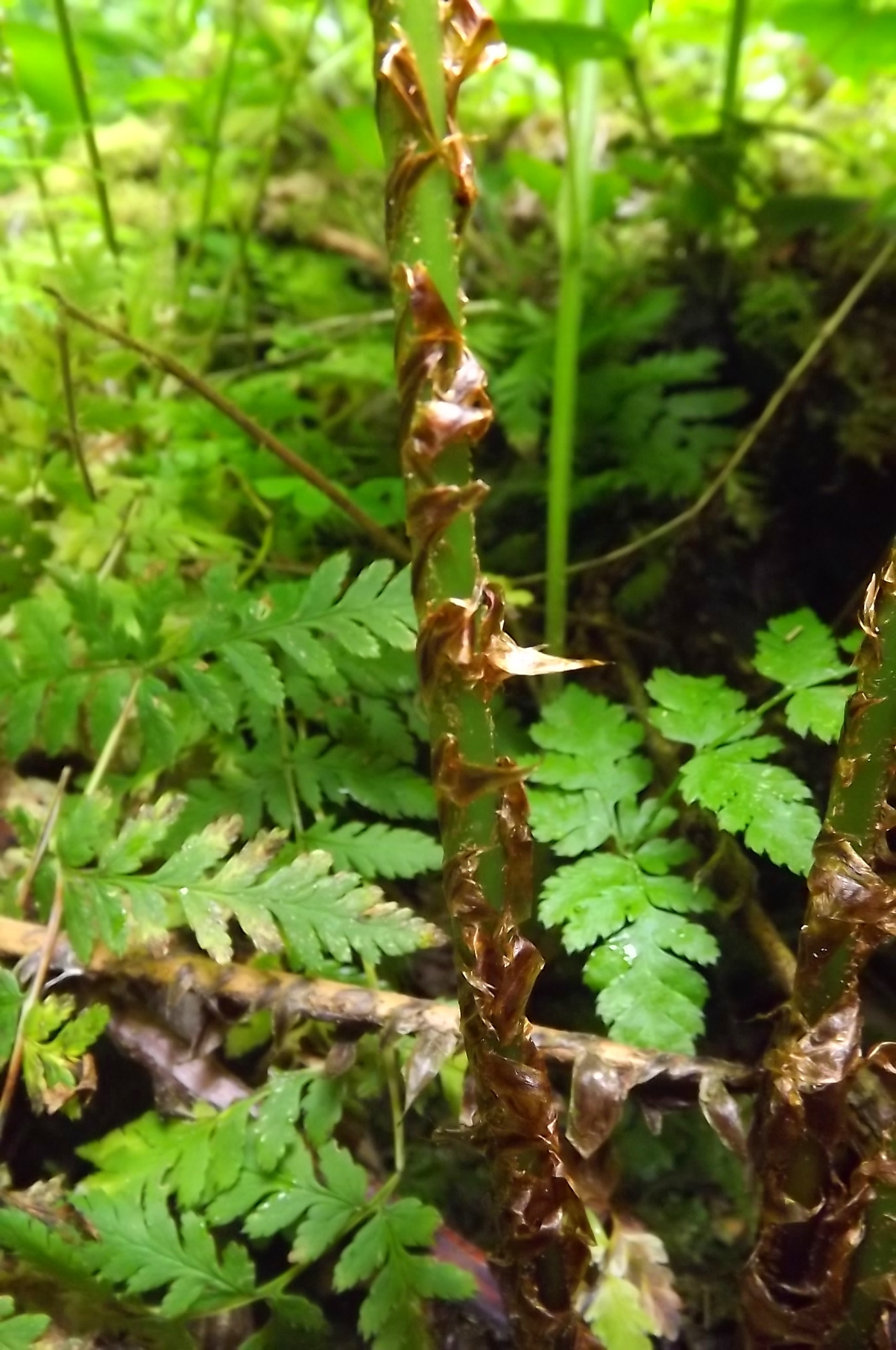
Bladsteel (rachis) met schubben
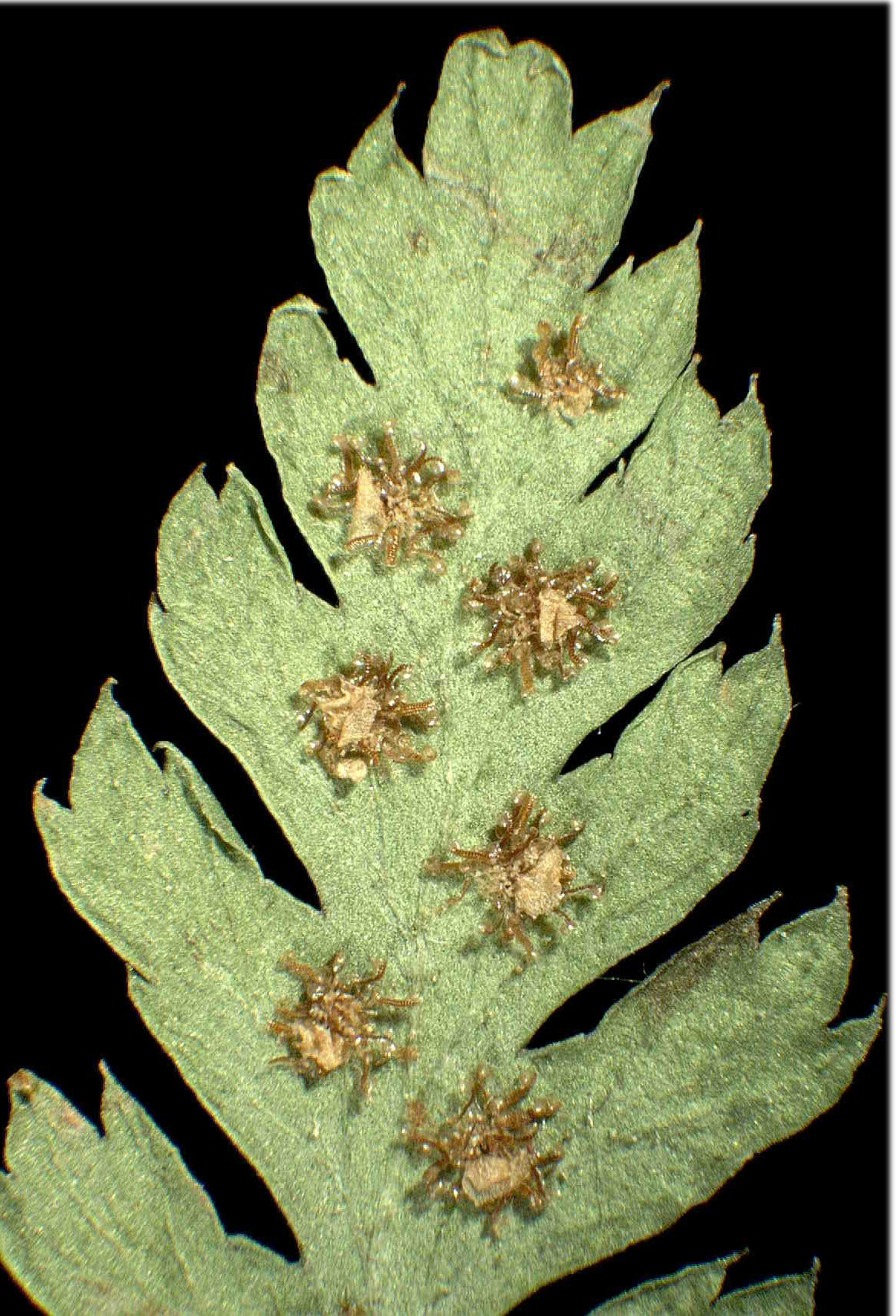
Sporenhoopjes (sori) met indusium